# Durban City Football Club
Ne doit pas être confondu avec Durban City Football Club (2024).
Maillots
Le Durban City Football Club, était un club sud-africain de football, fondé en 1959 à Durban et dissous en 1988.

## Historique
Le club a été fondé en 1959 par Norman Eliott et Topper Brown. Parce que le championnat national tout nouvellement créé, la National Football League, est exclusivement réservé à la communauté blanche d'Afrique du Sud, l'équipe ne compte à ses débuts aucun joueur noir ou métis dans ses rangs. En 1959, il devient le premier club à remporter une championnat professionnel en Afrique du Sud. Durban City remporte à quatre reprises la National Football League en 1959, 1961, 1970 et 1972.
En 1977, la National Premier Soccer League (NPSL), réservée aux joueurs noirs et la National Football League (NFL), réservée aux blancs fusionnent pour former une ligue non-raciale qui reprend le nom de National Premier Soccer League. En 1978, Durban City remporte le titre de champion de la Federation Professional League (FPD), un championnat non-racial et semi-professionnel créé en 1969 et qui se disputait en même temps que la NPSL et la NFL. Durban City remporte aussi la NPSL non-raciale à deux reprises en 1982 et 1983.
Il est le seul club sud-africain à avoir remporté à la fois la NFL, la FPD et la NPSL.
En 1988, le club est vendu et change de nom en Natal United. Relégué à la fin de la saison, le club disparaît à la fin de l'année.

## Palmarès
- Championnat d'Afrique du Sud (6) :
  - NFL : 1959, 1961, 1970, 1972
  - NPSL : 1982, 1983
- Coupe d'Afrique du Sud (4) :
  - NFL Cup : 1960, 1962, 1964, 1968

## Anciens joueurs
- Clive William Barker (né en 1944), joueur puis entraîneur de football sud-africain, a joué au club en 1962, puis entraîné le club de 1982 à 1984.
- Bobby Chalmers (né en 1941), international rhodésien, attaquant, il joue de 1962 à 1966 pour le club, disputant 114 matchs, marquant 106 buts. Joueur sud-africain de l'année en 1964.
- Ken Denysschen, défenseur, évolua au club de 1959 à 1967. Joueur sud-africain de l'année en 1963.
- Les Salton (1932-1993), attaquant sud-africain, évolua au club de 1959 à 1961 puis rejoignit le FC Durban United, l'autre club de la ville avant de prendre sa retraite en 1965. Joueur sud-africain de l'année 1961, il détient avec 46 buts le record du nombre de buts inscrits en une saison de championnat. Il est aussi avec 253 buts le meilleur buteur de l'histoire du championnat .
- Derek Smethurst (né en 1947), attaquant sud-africain ayant joué à Chelsea FC et en NASL. Il a évolué à Durban City de 1967 à 1968, y a disputé 37 matchs pour 23 buts. Joueur sud-africain de l'année en 1968.
- Neil Tovey, capitaine de l'équipe d'Afrique du Sud de football vainqueur de la Coupe d'Afrique des Nations 1996, a évolué à Durban City de 1981 à 1985.
Alan Mullery, Mick Channon et Bruce Grobbelaar jouèrent au cours de leur carrière et pendant une courte période à Durban City.